# Сан-Томе и Принсипи на летних Олимпийских играх 2004
Сан-Томе и Принсипи принимали участие в Летних Олимпийских играх 2004 года в Афинах (Греция) в третий раз за свою историю, но не завоевали ни одной медали. Сборную страны представляла одна женщина и один мужчина в лёгкой атлетике.

## Состав и результаты

### Лёгкая атлетика
Мужчины
Беговые дисциплины
| Спортсмен          | Соревнование | Предварительный раунд | Предварительный раунд | Четвертьфинал | Четвертьфинал | Полуфинал | Полуфинал | Финал     | Финал     |
| Спортсмен          | Соревнование | Результат             | Место                 | Результат     | Место         | Результат | Место     | Результат | Место     |
| ------------------ | ------------ | --------------------- | --------------------- | ------------- | ------------- | --------- | --------- | --------- | --------- |
| Язальдес Насименто | 100 м        | 11.00                 | 8                     | Не прошёл     | Не прошёл     | Не прошёл | Не прошёл | Не прошёл | Не прошёл |

Женщины
Шоссейные дисциплины
| Спортсмен       | Соревнование            | Финал     | Финал |
| Спортсмен       | Соревнование            | Результат | Место |
| --------------- | ----------------------- | --------- | ----- |
| Фумилай Фонсека | Ходьба на 20 километров | 2:04:54   | 52    |